# Коновалов Іван Михайлович
Іван Михайлович Коновалов (23 лютого 1916, село Овсорог Жиздринського повіту Калузької губернії, тепер Жиздринського району Калузької області, Росія — 12 січня 1981, місто Брянськ, Росія) — радянський державний діяч, 1-й секретар Брянського промислового обласного комітету КПРС, голова Брянського облвиконкому. Депутат Верховної Ради Російської РФСР 6—9-го скликань.

## Життєпис
Народився в селянській родині.
У 1938 році закінчив Бежицький машинобудівний інститут за спеціальністю інженер-механік з механічної обробки металу.
У 1938—1941 роках — інженер-дослідник, старший технолог, заступник начальника цеху заводу «Червоний Профінтерн» у місті Брянську.
У 1941—1946 роках — технолог, заступник начальника цеху з виробництва заводу імені Орджонікідзе в Челябінську.
Член ВКП(б) з 1944 року.
У 1946—1956 роках — старший технолог, заступник головного металурга, головний металург Брянського паровозобудівного заводу.
У 1956—1959 роках — 2-й секретар Брянського міського комітету КПРС.
У 1959—1962 роках — 1-й секретар Брянського міського комітету КПРС.
У 1962 — січні 1963 року — 1-й заступник голови Ради народного господарства Брянського економічного адміністративного району.
15 січня 1963 — 15 грудня 1964 року — 1-й секретар Брянського промислового обласного комітету КПРС.
15 грудня 1964 — квітень 1967 року — 2-й секретар Брянського обласного комітету КПРС.
У квітні 1967 — 10 березня 1980 року — голова виконавчого комітету Брянської обласної ради депутатів трудящих.
З березня 1980 року — на пенсії.
Помер 12 січня 1981 року в місті Брянську.

## Нагороди і звання
- орден Жовтневої Революції (1971)
- три ордени Трудового Червоного Прапора (1966, 1973, 1976)
- медалі
- Почесна грамота Президії Верховної ради РРФСР (1966)